# Thurgau (Schiff, 1965)
Die Thurgau ist ein Schiff der Schweizerischen Schifffahrtsgesellschaft Untersee und Rhein (URh) mit Heimathafen Schaffhausen.

## Geschichte
Am 5. Mai 1965 stellte die URh mit der Thurgau ihr erstes grosses Einsalonmotorschiff in Dienst. Das Schiff entsprach in seiner Konstruktion dem sogenannten Typ Lugano des Luganersees. Die Bodan-Werft baute Anfang der 1960er Jahre für die Società navigazione del lago di Lugano vier grosse Motorschiffe. Von diesen wurde die Thurgau abgeleitet und für die Verhältnisse auf dem Rhein weiterentwickelt.
Am 12. Mai 1971 lief die Thurgau zwischen Öhningen und Stein am Rhein auf Grund auf. Die zu Hilfe kommende Stein am Rhein strandete ebenfalls, konnte aber noch am selben Abend wieder flott gemacht werden. Am nächsten Tag konnte auch die Thurgau aus ihrer misslichen Lage befreit werden.
Im Winter 2010/2011 wurde die Thurgau in der Bodan-Werft in Kressbronn einer Generalrevision unterzogen. Dabei wurde auch eine neue Motorenanlage eingebaut und die Holzdecks, die Elektrik und die Toilettenanlage wurden erneuert. Während den Arbeiten meldete die Bodan-Werft Insolvenz an. Die Arbeiten wurden notgedrungen in der URh-Werft zu Ende geführt. Die Thurgau ist das letzte Schiff, an dem in der Werft gearbeitet wurde.
Wegen eines Defekts in der Treibstoffzufuhr fielen am 8. Juli 2014 beide Maschinen während einer Kursfahrt nach Schaffhausen, nach der Alten Konstanzer Rheinbrücke, aus. Das manövrierunfähige Schiff wurde von der Arenenberg nach Mannenbach geschleppt und wurde dort repariert. Bis Ende Saison 2014 hat die Thurgau seit 1965 bereits 777.531 km zurückgelegt. In der Saison 2014 war sie mit 191 Einsatztagen und 17.345 km das am häufigsten eingesetzte URh-Schiff.

## Namensgebung
Das Schiff ist nach dem Schweizer Kanton Thurgau benannt. Denselben Namen trägt ein Schiff der Schweizerischen Bodensee-Schifffahrt.

## Technische Details

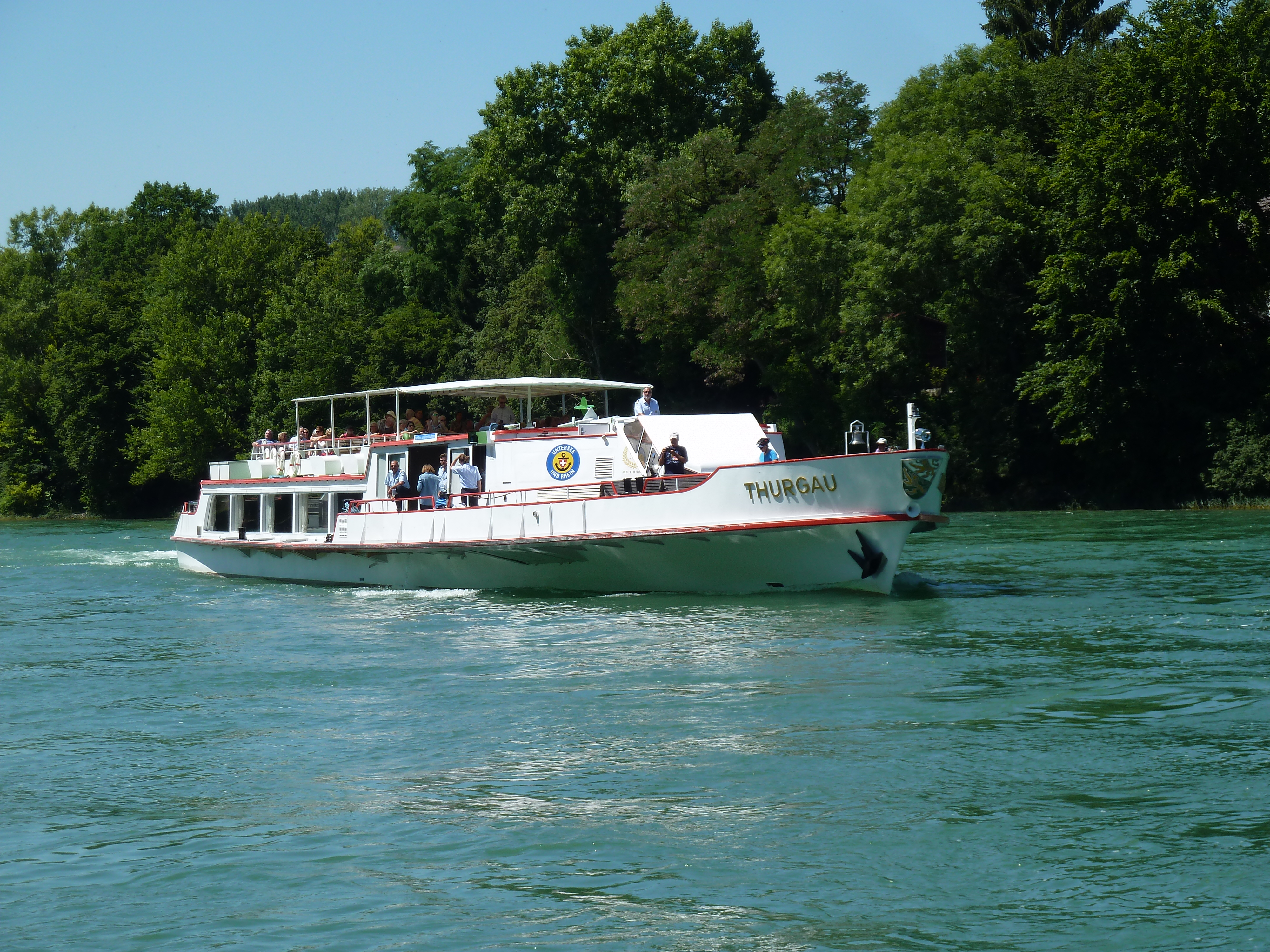
Die Thurgau mit abgeklapptem Steuerhaus kurz vor der niedrigen Brücke von Diessenhofen

Um auch bei Hochwasser die Durchfahrt unter der Rheinbrücke Diessenhofen–Gailingen zu gewährleisten, lassen sich, wie bei allen URh-Schiffen ausser der Konstanz, das Dach des Steuerhauses sowie das Sonnendach absenken.
Das Schiff bietet insgesamt 394 Passagieren einen Sitzplatz, davon befinden sich 110 Plätze im Saal. 100 Aussenplätze sind gedeckt und 184 ungedeckt. Als einziges URh-Grossschiff hat die Thurgau ein Achterdeck.